# Fernando (ABBA-dal)
A Fernando című dal a svéd ABBA 1976 márciusában megjelent kislemeze, melyet a Polar Music jelentetett meg. A dal az 1975-ben megjelent Greatest Hits című albumon szerepel, valamint a csapat 4. Ausztráliában és Új-Zélandon kiadott stúdióalbumán is helyet kapott a dal.
A kislemez, több mint 10 millió fizikai példányban kelt el szerte a világon, és minden idők egyik legnépszerűbb dala lett.
A Fernando 1976 márciusában jelent meg, és az ABBA történetének egyik legkeresettebb kislemeze lett, mely 13 országban, több mint 10 millió példányban kelt el. A dal az ausztrál listán 40 hétig volt slágerlistás helyezett, és 14 hétig volt No.1. Ezt 40 év után csak Ed Sheeran Shape Of You című dala tudta megdönteni, amely 15 hétig volt első helyezett 2017 májusában.
A dal az Egyesült Királyságban 1976-ban a 4. legnagyobb sláger volt, amely 10 hetet töltött az angol kislemezlistán, többet, mint addig bármelyik ABBA dal. Az Egyesült Királyságban a Mamma Mia – a Fernando előtt -  és a Dancing Queen – a Fernando után – voltak slágerlistás helyezettek.

## Történet
A Fernando eredetileg Anni-Frid Lyngstad Frida Ensam című 1975-ben megjelent szólóalbumára készült, melyet Björn Ulvaeus és Benny Andersson írtak. Eredetileg Tango lett volna a dal címe, melyet 1975 augusztusában rögzítettek. A dalon a felvétel előtti utolsó percekben változtattak, és így lett Fernando a dal címe, melynek ötletét a Sheppertonban élő Peter Forbes limuzin sofőr adta.

## Megjelenések
7"  Discomate – DSP-107 
- A Fernando	4:15
- B Tropical Loveland	3:05

## A svéd változat
Az eredeti svéd verzió szövegét Sig Anderson írta, mely lényegesen eltér az angol változattól. Az eredeti változatban a mesélő próbálja megsegíteni a szerelmes Fernando-t, aki elveszítette a nagy szerelmét.

## A spanyol változat
A dal címe és ritmusa alapján nyilvánvaló volt, hogy a dalt spanyol nyelven is felveszik, mely a Gracias Por La Música című spanyol nyelvű albumon is szerepel. A dalt 1980 január 3-án rögzítették a Polar Music stúdióban, melyet Mary McCluskey fordította spanyol nyelvre. A dalt egy reklámkampány részeként adták ki Spanyolországban. A dalszövegek a ritmushoz és a rímhez igazítva ugyanazt az érzést keltik, mint az angol változatban.

## Slágerlistás helyezések, és eladások

### Slágerlista
| Slágerlista (1976)                                     | Legmagasabb helyezés |
| ------------------------------------------------------ | -------------------- |
| Ausztrália Australian Singles Chart                    | 1                    |
| Ausztria Austrian Singles Chart                        | 1                    |
| Belgium Belgian Singles Chart                          | 1                    |
| Kanada Canadian RPM Top Singles                        | 4                    |
| Kanada Canadian RPM Adult Contemporary                 | 1                    |
| Hollandia Dutch Singles Chart                          | 1                    |
| Finnország Finnish Singles Chart                       | 2                    |
| Franciaország French Singles Chart                     | 1                    |
| Németország German Singles Chart                       | 1                    |
| Magyarország Hungarian Singles Chart                   | 1                    |
| Írország Ír slágerlista                                | 1                    |
| Olaszország Italian Singles Chart                      | 6                    |
| Új-Zéland New Zealand Singles Chart                    | 1                    |
| Mexikó Mexican Singles Chart                           | 1                    |
| Norvégia Norwegian Singles Chart                       | 2                    |
| Spanyolország Spanish Singles Chart                    | 3                    |
| Svédország Swedish Singles Chart                       | 2                    |
| Svájc Swiss Singles Chart                              | 1                    |
| Egyesült Királyság Brit kislemezlista                  | 1                    |
| Amerikai Egyesült Államok Billboard Adult Contemporary | 1                    |
| Amerikai Egyesült Államok Billboard Hot 100            | 13                   |
| Amerikai Egyesült Államok Cashbox Top 100 Singles      | 10                   |

### Év végi összesített listák
| Év végi összesítés (1976)         | Rang |
| --------------------------------- | ---- |
| Ausztrália                        | 1    |
| Kanada                            | 61   |
| Új-Zéland                         | 1    |
| Svájc                             | 2    |
| UK                                | 4    |
| U.S. (Joel Whitburn's Pop Annual) | 110  |

### Minősítések
| Ország                   | Minősítés | Eladások |
| ------------------------ | --------- | -------- |
| Ausztrália               |           | 720.000  |
| Kanada (Music Canada)    | Arany     | 75.000   |
| Franciaország (SNEP)     | Arany     | 602.000  |
| Németország (BVMI)       | Arany     | 250.000  |
| Egyesült Királyság (BPI) | Platina   | 300.000  |

## Feldolgozások
- A 80-as években a dominikai Ramón Orlando újraírta a dalt, mely Si Tú Crees Que No Te Amo (If You Think I Don't Love You) címmel jelent meg.
- A kolumbiai Angela & Consuelo a dal spanyol nyelvű változatát vették fel a 70-es években. A dal egy 1976-os válogatás lemezen szerepel.[28]
- 1976-ban a svéd Lena Andersson a dal német változatát rögzítette.("Und Der Himmel War Zum Greifen Nah")címen, mely szintén a Polar kiadó által jelent meg. A dal alapjait az eredeti Anni-Frid Lyngstad 1975-ös hangszerelése alapján készült,[29] így a német változat iránt különös érdeklődés mutatkozott.[30]
- 1976-ban a finn Seppo Rannikko szaxofonos saját instrumentális változatát készítette el Sahara című albumára, melyen a Dancing Queen instrumentális változata is helyet kapott.
- 1976-ban a Paragua-i – Brazik származású Perla saját változatát készítette el Palavras De Amor című 1979-ben megjelent albumára,[31][32] melyen a Chiquitita saját változata is szerepelt.
- 1976-ban René Simard francia-kanadai énekes francia nyelvű változatát rögzítette. A dal a Fernando -René A 15 Ans című albumán szerepel.[33]
- 1976-ban Věra Špinarová cseh nyelvű változatát rögzítette[34]
- A svéd Nashville Train country csapat ABBA Our Way[35] című albumán is hallható a dal, mely 1977-ben jelent meg a Polar Music kiadónál. Ugyanott mint az ABBA lemezek. A dal kislemezen is megjelent Japánban[36]
- Lotta Engberg svéd énekes saját változatát rögzítette, majd 1997-ben a Tolv i topp című válogatás albumon is hallható a dal.
- A szintén svéd Vikingarna saját változatát rögzítette svéd nyelven
- Az amerikai énekes-színésznő Audrey Landers (a Dallas című sorozatban is szerepelt) saját változatát készítette el, mely Love Me Tender című 1990-es albumán szerepel[37]
- Az amerikai énekes-dalszerző Pamela McNeill saját változata Tribute To ABBA című albumán szerepel, melynek producere saját férje Dugan McNeill volt.
- A brit dance emlékzenekar Abbacadabra saját változatát és remixeit tartalmazó single jelent meg a késői 90-es években az Almighty Records kiadónál
- 1992-ben a belga Sha-Na csapat saját változatát vette fel[38]
- A német E-Rotic formáció cover változata a Thank You For The Music című 1997-es albumán szerepel.[39]
- 2001-ben A Bug Funny Foundation elektronikus változata a The Electronic Tribute to ABBA albumon szerepel.[40]
- A San Franciscó-i Meleg férfikórus saját változata 1997-ben megjelent ExtrABBAganza című albumukon szerepel.[41]
- A Captain Smartypants saját változatát rögzítette Undercover című albumára.
- New York-i jazz csapat, a Sex Mob saját változatát rögzítette, mely Solid Sender című 1999-ben megjelent albumán hallható.[42]
- A dán Olsen Brothers duó 2003-as More Songs című albumán szerepel a dal.
- A 2004-es ABBAMania 2 albumon szerepel a brit Jane Danson saját változata.
- A német Barbara Schöneberger és Dirk Back közös produkciója a német ABBA Mania válogatás lemezen található.
- A Velvet Set chill-out változata az ABBA Chill Out albumon található.
- a Taiwan-i Tracy Huang énekes angol nyelvű változata Essential című 4 CD-ből álló válogatás lemezén is megtalálható.[43]
- A dal jazz- lounge változata az amerikai BNB 2008-as Bossa Mia: Songs Of ABBA című albumán található[44]
- Az ausztrál rock zenekar Audiocam saját változata 2008-as Abbatack című albumán található. A dalok alapjai saját MySpace  oldalukon is meghallgatható.[45]
- Deborah Sasson saját változata 2012-es saját albumán hallható.
- Wreckless Eric és Amy Rigby cover változata  2010-es albumukon a Two-Way Family Favourites címűn hallható, ahol Amy Rigby vokálozik.
- A The von Trapps felvétele svéd nyelven került rögzítésre, melyben Pink Martini közreműködik, és megtalálható 2014-es Dream A Little Dream című albumukon.[46]